# فنول اتر

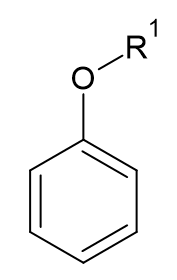
ساختار کلی فنول اترها.

در علم شیمی، فنول اتر (یا اتر آروماتیک) یک ترکیب آلی مشتق شده از فنول (C6H5OH) است که در آن گروه هیدروکسیل (-OH) با یک گروه آلکوکسی (-OR) جایگزین می‌شود. معمولاً فنول اترها از طریق تراکم فنول و یک الکل آلی سنتز می‌شوند. با این حال، سایر واکنش‌های شناخته شده در مورد سنتز اترها را می‌توان برای فنول اترها نیز اعمال کرد. آنیسول (C6H5OCH3) ساده‌ترین فنول اتر است و یک پیش ساز همه‌کاره برای عطرها و مواد دارویی است. وانیلین و اتیل‌وانیلین مشتقات فنول اتر هستند که معمولاً در طعم دهنده‌ها و عطرهای وانیل استفاده می‌شوند، در حالی که دی‌فنیل اتر معمولاً به عنوان یک عطر شمعدانی مصنوعی استفاده می‌شود. فنول اترها بخشی از ساختار شیمیایی انواع داروها از جمله کینین، یک داروی ضد مالاریا، و دکسترومتورفان، یک سرکوب کننده سرفه بدون نسخه هستند.

## سنتز
فنول اترها را می‌توان از طریق واکنش تراکمی کاتالیز شده با اسید بین فنول‌ها و الکل سنتز کرد. فنول‌ها شامل خود فنول، بنزن‌دی‌ال‌ها، پلی‌فنول‌ها و سایر مولکول‌های مشتق شده از فنول هستند.

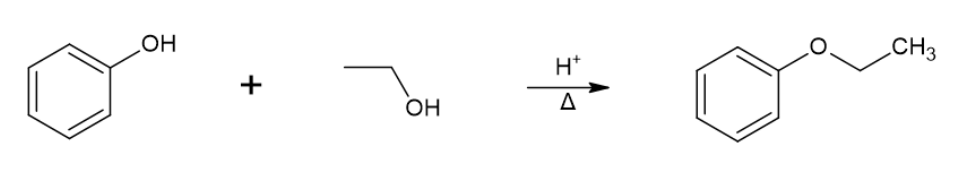
یک واکنش تراکمی کاتالیزشده با اسید بین فنول و اتانول که منجر به تشکیل اتوکسی بنزن می‌شود.

با این حال، این سنتز خطر تراکم خود الکل را به همراه دارد (به عنوان مثال اتانول خود متراکم شده و دی‌اتیل اتر را تشکیل می‌دهد). یک واکنش رایج تر و با بازده بالاتر سنتز اتر ویلیامسون است، که در آن یک فنول توسط یک باز قوی به یون فنوکسید تبدیل می‌شود، که می‌تواند متعاقباً با یک آلکیل هالید از طریق جانشینی هسته‌دوستی واکنش داده و فنول اتر مورد نظر را تشکیل دهد. آلکیل هالیدهای اولیه بهترین عملکرد را دارند، زیرا آلکیل هالیدهای نوع دوم و سوم محصول حذفی E2 را ترجیح می‌دهند. این سنتز اتر خطر خود متراکم شدن را از بین می‌برد و بازده می‌تواند تا ۹۵٪ در آزمایشگاه باشد.

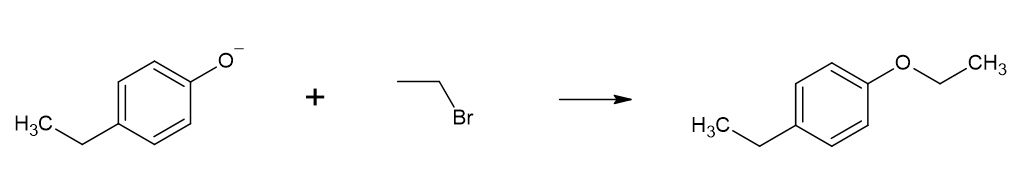
سنتز اتر ویلیامسون بین p-اتیل‌فنولات و برومواتان برای تشکیل ۴-اتیل-۱-اتوکسی‌بنزن.

بیس-آریل اترها (مانند دی‌فنیل اتر) را نمی‌توان از طریق سنتز اتر ویلیامسون سنتز کرد، زیرا آریل هالیدها نمی‌توانند جانشینی هسته‌دوستی بدهند. به این ترتیب، تراکم اولمان را می‌توان به کار برد: یک آریل هالید می‌تواند با فنول (یا مشتقات آن) واکنش دهد تا یک بیس-آریل اتر را در حضور یک کاتالیزور مبتنی بر مس، مانند مس(II) اکسید، تشکیل دهد.

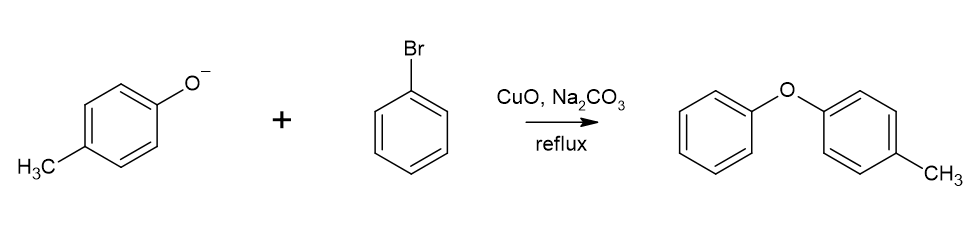
تراکم اولمان بین p-متیل‌فنولات و بروموبنزن در حضور یک کاتالیزور مس برای تشکیل ۴-متیل-۱-فنوکسی‌بنزن.